# ロックフォート
ロックフォートは、インドのタミル・ナードゥ州 ・ティルチラーパッリ市にある、古い岩山に建てられた歴史的な要塞と寺院の複合施設である。
ロックフォートは高さ83m（272フィート）の岩の上に建設されている。 中にはウッチ・ピッラヤール寺院、タユマナスワミ寺院の 2つのヒンドゥー教寺院がある。
地元の他の観光スポットには、有名なパッラヴァ朝時代のガネーシャ寺院やマドゥライ・ナーヤカ朝時代の砦などがある。城砦の複合体はビジャプール、カーナティック地域でのマラーター王国軍のマドゥライ・ナーヤカ朝とアーディル・シャーヒー朝の間の激しい戦いを目にしてきた。砦は、インドで大英帝国の基盤を築くのを助け、カーナティック戦争の際に重要な役割を果たした。 ロックフォートは、この都市を最も特徴付けるランドマークである。

## 歴史
「ロックフォート」（岩の砦／要塞）という名は、最初にヴィジャヤナガラ帝国の皇帝によって、そして後でカーナティック戦争中の大英帝国によって、ここに軍事要塞が頻繁に築かれたことに由来する。
要塞の最古の構造は、580年にパッラヴァ朝によって築かれた洞窟寺院である。
チョーラ朝時代には近郊の町ワーエイユール(Woraiyur)が首都だったが、パッラヴァ朝はこの戦略的都市を支配しきれずパーンディヤ朝に奪われた。チョーラ朝は10世紀に自ら再興を宣言する。
トリチー（Trichy、ティルチラーパッリの別名トリチノポリの愛称）は帝国の衰退までその地位に留まり、その後はヴィジャヤナガラ朝の拠点となった。
14世紀の中頃には、その地域はマリク・カーフールの南インド侵攻を経て、デリー・スルターン朝によって支配された。
彼らは追放され、その地域はヴィジャヤナガラの支配下に入る。
16世紀初期のこの地域は、ヴィジャヤナガラ帝国の元地方長官の興したマドゥライ・ナーヤカ朝の支配下にあった。
しかしティルチラーパッリはマドゥライのナーヤカ朝の下で自ら繁栄を遂げ、今日あるような都市に成長したのである。
マドゥライ・ナーヤカ朝はロックフォート・テンプル・レイクを建造物の主要な壁とともに基礎として設け、町を貿易都市とし、後にその首都とした。
この要塞宮殿は、ミーナークシ女王からチャンダー・サーヒブへの
（彼がフランス王国との同盟により支配するための）権力の移譲に立ち会ってもいる。
カーナティック戦争の後、叔父のカルナータカ太守がイギリス人と共に砦を奪ったとき、チャンダー・サーヒブはこの権益を失う。これにより、英国はタミル・ナードゥとその先の南インド全土で足場を得ることができた。
現代では、砦はインド考古調査局のチェンナイ・サークルによって維持管理されている。 ロックフォートはタミル・ナードゥの著名な観光地のひとつである。

## 主要な戦い

### ナーヤカ朝時代
マドゥライ・ナーヤカ朝の首都だったことにより、ロックフォートは激しい戦闘に遭遇する。中でも最大級のひとつは、ヴィジャヤナガラのアラヴィドゥ王朝とマドゥライ・ナーヤカ朝の間の覇権争いによるトップールの戦いだった。
16世紀、前者はマイソールとタンジャーヴールの支配者の支援を得て勝利を得ることになる。
その後、ナーヤカ朝はアディル・シャー、マイソール人、マラーター王国軍からの激しい攻撃に直面した。
城砦複合体（であるロックフォート）はナーヤカ朝北西部に領地を形作ることになる。
2世紀の統治の間に、彼らは隣人たち、タンジャーヴール・ナーヤカ朝、タンジャーヴール・マラーター王国、さらにはアーディル・シャーヒー、マイソール王国、マラーター王国軍から侵略を受けた。

### カルナータカ太守時代
世紀半ば、フランス人の支援を受けたチャンダー・サーヒブは、この城砦を自らの拠点とした。
彼はカルナータカ太守と英国の合同軍と戦った。
結果、チャンダー・サーヒブはこのカーナティック戦争に敗れ、その土地を英国に譲渡しなければならなかった。

### 英国時代
18世紀後半、 ハイダル・アリーは英国にとっても大きな脅威だった。フランスは依然としてこの地域の植民地の権益のために戦っていた。今では、町はしっかりカントンメント街として確立され、要塞の門はメインガードゲートとして知られる。ロバート・クライヴがティルチラーパッリにいたとき、彼は貯水池の近くに住んでいた。

## 建築

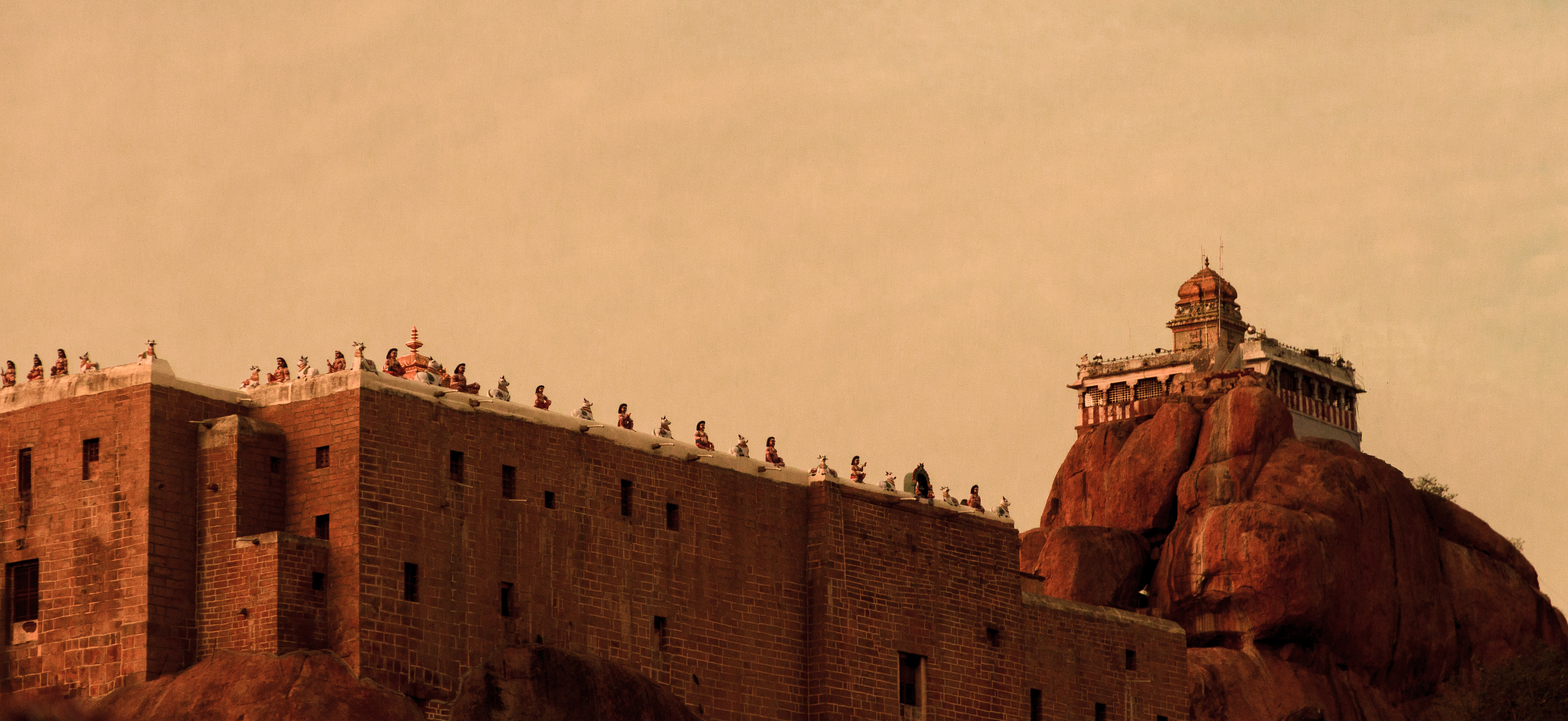
ロックフォート

ロックフォートの基盤となっている岩は、世界で最も古い地層の一つと言われている。
それは38億歳、グリーンランドの岩と並ぶほど古く、ヒマラヤ山脈よりも古いとされる。
ガラス製造に使用される石英や磁器に使われる長石も、この岩石の組成中に発見されている。
その名が示す通り、ロックフォート寺院は83メートルの露頭にある。
最初パッラヴァ朝がこの寺院を建てたが、ナーヤカ朝は天然の強さを持つその立地を活用し、再設計する。
それは、頂上まで344段の階段を石に切った長い登り路である。
要塞複合施設の寺院群は3つの寺院の集まり：
- ガネーシャ神に捧げられた丘のふもとにあるマニッカ・ヴィナヤカール寺院
- ガネーシャ神に捧げられた丘の頂上にあるウッチ・ピッラヤール寺院
- ターユマーナヴァル・コイル・シヴァスタラム（ロックカット・テンプル）は、ナーヤカ朝時代の聖人ターユマーナヴァル（英語版）に捧げられた石切り寺

シヴァ神に捧げられたマトゥルブテースワラルには、ロックフォートの岩山そのものの投影とされるリンガがある。場所はウッチ・ピッラヤール寺院に行く階段の途中にある。

### ロックカットテンプル

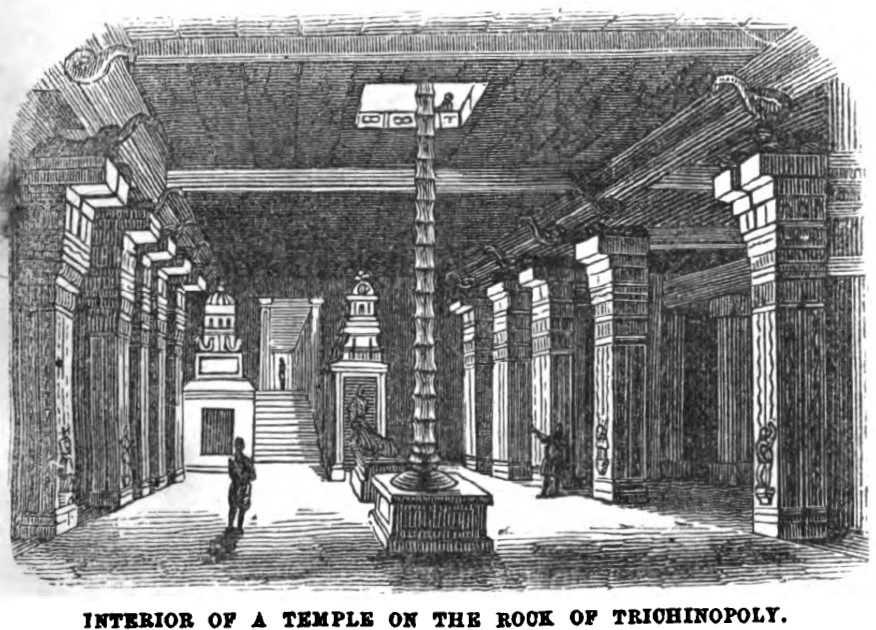
トリチノポリの岩上の寺院の内部 (1847)

砦には岩を削って作られた寺院が2つあり、下側が下の石窟の寺院（Lower Cave temple）と呼ばれ、複合体の他方で外側、ウッチ・ピッラヤール寺院への途上にあるタユマンスワムニは上の石窟の寺院（Upper Cave temple）と呼ばれる。
2010年の考古学調査によると、寺院内の石窟のレイアウトは、ティルヴェッラライのプンダリカクシャン・ペルマル寺院やペチパライの石窟寺院のような他の石窟寺院のレイアウトに似ているとされる。
ティルヴェッララリやティルッパランクンダムにある低い石窟寺院と共に、寺院の未完成の石窟には東のシヴァと西のヴィシュヌのための神殿があり、それらの間が中央ベイで区切られている。
調査によると、下の石窟の寺院とクドゥミヤン・マライ寺院の柱は、タミル・ナードゥの他の寺院では見られないユニークな形態を示していることが明らかになった。
丘の寺院複合体のロックカットテンプルはパッラヴァ朝の時代に造られ「ラリタンクラ・パッラヴェースワラム」（Lalitankura Pallaveswaram）と命名されたと、マヘーンドラヴァルマン一世に因む幾つかの碑文にある。
チョーラ朝、ヴィジャヤナガラ皇帝たち、マドゥライ・ナーヤカ朝はここで多大な貢献をした。 2階建てのターユマーナヴァ寺院は建築の傑作と考えられている。